# Hortensia
Hortensia (* nach Mitte der 90er Jahre v. Chr.),  die Tochter des Redners und Konsuls Quintus Hortensius Hortalus, ist die einzige Frau  im antiken Rom, von der namentlich bekannt ist, dass sie öffentlich als Rednerin aufgetreten ist.
42 v. Chr. hielt sie eine Rede gegen eine von den Triumvirn geplante Sondersteuer für Frauen und erreichte damit, dass die Steuer gesenkt wurde. Eine Übersetzung dieser Rede ist bei Appian überliefert, aber wahrscheinlich nicht authentisch.

## Rede vor dem zweiten Triumvirat
Im Jahr 42 v. Chr. befanden sich fast alle von Rom staatlich unterstützten Militärlegionen, die den Triumvirn Gaius Julius Caesar Octavianus, Marcus Aemilius Lepidus und Marcus Antonius unterstanden, im Krieg mit den Mördern von Julius Caesar, Decimus Iunius Brutus Albinus, Marcus Iunius Brutus und Gaius Cassius Longinus. Um den anhaltenden Krieg zu finanzieren, hatten die Triumvirn den Besitz wohlhabender Bürger, die unter Proskription standen, das heißt, geächtet worden waren, verkauft. Diese Einnahmequelle erwies sich jedoch nicht als lukrativ genug, und die drei Männer stimmten für eine Steuer, die den 1400 reichsten Frauen Roms auferlegt werden sollte. Diese Frauen, empört darüber, wegen eines Krieges, auf den sie keinen Einfluss hatten, besteuert zu werden, wählten Hortensia, um ihre Bedenken den Triumvirn gegenüber zu artikulieren. (Während der Kriegszeiten durften Frauen die Tradition brechen und sich öffentlich äußern.) In einer großen Gruppe von Bürgern marschierten die Frauen zum Forum Romanum, wo Hortensia ihre berühmte Rede hielt. Der griechische Historiker Appian aus dem zweiten Jahrhundert dokumentierte diese Rede. Appians Übersetzung gibt Hortensias Rede inhaltlich wieder:

„Ihr habt uns bereits unsere Väter, unsere Söhne, unsere Ehemänner und unsere Brüder genommen, unter dem Vorwurf, euch Unrecht getan zu haben; wenn ihr uns auch unser Eigentum wegnehmt, stürzt ihr uns in Umstände, die unserer Herkunft, unseren Sitten und unserem Geschlecht unangemessen sind. Warum sollten wir Frauen Steuern zahlen, wenn wir nicht an den Ehren, der Macht und der Regierung beteiligt sind, für die ihr gegeneinander mit so verheerenden Folgen antretet? ‚Weil Krieg ist‘, sagt ihr? Wann gab es keine Kriege und wann wurden Frauen jemals Steuern auferlegt, die schon durch ihr Geschlecht in der Menschheit benachteiligt sind?“

Hortensia hinterfragte die Praxis der doppelten Besteuerung von Frauen, die zugleich von öffentlichen Ämtern ausgeschlossen wurden. Appian zitierte Hortensia und erklärte: „Warum sollten wir Steuern zahlen, wenn wir nicht an Ämtern, Ehren, militärischer Befehlsgewalt oder an der Regierung beteiligt werden, um die ihr mit so schlimmen Folgen gegeneinander Krieg führt?“

### Auswirkungen
Wütend darüber, dass ihre Autorität von einer Gruppe von Frauen angefochten wurde, versuchten Octavian, Antonius und Lepidus erfolglos, die Frauen von der Rednertribüne zu verdrängen. Am nächsten Tag reduzierte das Triumvirat die Zahl der von der Steuer betroffenen Frauen auf 400 und kompensierten den Einkommensausfall, indem sie männliche Grundbesitzer zwangen, Geld an den Staat zu verleihen und an die Kriegskosten mitzutragen.

### Lob
Hortensias Rede wurde später von Zeitgenossen als Vorbild einer nuancierten Rhetorik gepriesen, für die schon ihr Vater berühmt gewesen war. Appian sagt weiter:

„Denn indem sie die Beredsamkeit ihres Vaters zurückbrachte, brachte sie den größten Teil der Steuer zurück. Quintus Hortensius lebte wieder auf in seiner Tochter und sein Geist in ihren Worten.“

## Leben
Über das Leben von Hortensia ist abgesehen von ihrem Auftritt als Rednerin wenig bekannt. Sie war die Tochter des Quintus Hortensius (114–50 v. Chr.), wahrscheinlich von seiner ersten Frau Lutatia. Ihr Vater war unter den Römern für seine ergreifenden Reden über Geschichte, Recht sowie für seine Rivalität mit dem Redner Marcus Tullius Cicero bekannt. Als Mitglied der Aristokratie wuchs Hortensia in einem wohlhabenden Hause auf und hatte daher schon früh Zugang zu griechischer und lateinischer Literatur. Später konzentrierte sie sich auf das Studium der Rhetorik, indem sie Reden ihres Vaters und prominenter römischer und griechischer Redner las.
Hortensia soll mit ihrem zweiten Cousin Quintus Servilius Caepio, dem Sohne des Quintus Servilius Caepio und Bruder der Servilia sowie Halbbruder des Cato Uticensis, verheiratet gewesen sein, war jedoch schon 67 v. Chr. Witwe. Sie hatte eine Tochter Servilia, die einen anderen konservativen Senator heiratete. Ihr Ehemann adoptierte vor seinem Tode Marcus Iunius Brutus, den Sohn seiner Schwester, der dadurch offiziell zu Quintus Servilius Caepio Junianus wurde, obwohl er später aus politischen Gründen den Namen (aber nicht den Reichtum und den Patrizierstatus) zurückwies.